# Józef Mitler
Józef Mitler (ur. ok. 1895 w Łodzi, zm. po 1939) – polski malarz pochodzenia żydowskiego.

## Życiorys
Urodził się jako Izrael Mittler. Debiutował w 1921 na Wystawie Sztuki Żydowskiej, w latach 1925 i 1928 wystawiał swoje prace razem z Henrykiem Chajmowiczem, Natanem Szpiglem i Izaakiem Lejzerowiczem. Prowadził w Łodzi szkołę rysunku. Jednym z jego uczniów był Thomas Gleb. W 1929 wyjechał do Paryża, ale wielokrotnie wracał do Łodzi, gdzie wystawiał swoje prace. W 1931 miał wspólną wystawę z Henrykiem Chajmowiczem, a rok później wystawę indywidualną w salonach Geyera.
Tworzył kompozycje symboliczne o tematyce żydowskiej, akty, portrety, sceny rodzajowe i martwe natury. W Paryżu tworzył również impresjonistyczne pejzaże.